# Cartulari
|  | Per a altres significats, vegeu «Cartulari (arxivista)». |

Cartulari o cartoral és el llibre que aplega documents i còpies de documents relatius a un determinat domini civil o eclesiàstic, amb un cert ordre expositiu (sistemàtic, cronològic, geogràfic, etc.).
La seva funció més important ha estat la de conservar i facilitar la consulta dels privilegis, títols i drets dominicals d'una entitat jurídica o d'una família. La seva presentació, almenys fins al segle xiii, se sol ajustar a unes característiques determinades: gran format (de quart major a foli major), en pergamí, escrit a dues columnes en lletra librària.
Els cartularis constitueixen una important font historiogràfica. Cal esmentar el cartulari del bisbat de Fulda, del segle ix, un dels més antics, el Becerro gótico de San Pedro de Cardeña, i el Libro gótico de Sant Joan de la Penya. Entre els catalans, el de Santa Maria Alaó, en forma de rètol, el primer de Gerri de la Sal, del segle xi, el de Santa Maria de Lavaix (del qual només es conserva una còpia del segle xviii), el d'Ovarra, el de Tavèrnoles i, sobretot, el Liber Feudorum Major, dels segles XII i XIII, i també el cartulari de Sant Cugat del Vallès, del segle xiii, conservats a l'Arxiu de la Corona d'Aragó, el de Poblet, del segle xiii, i el Llibre blanc de Santes Creus, dels segles xii i xiii, conservats a la Biblioteca Pública i Provincial de Tarragona, i els de les catedrals: Libri Antiquitatum (Barcelona), Liber dotaliarum (Urgell), el d'Elna i de la catedral de Roda d'Isàvena, i el Cartoral de Carlemany (Girona).